# Maestro de Robredo

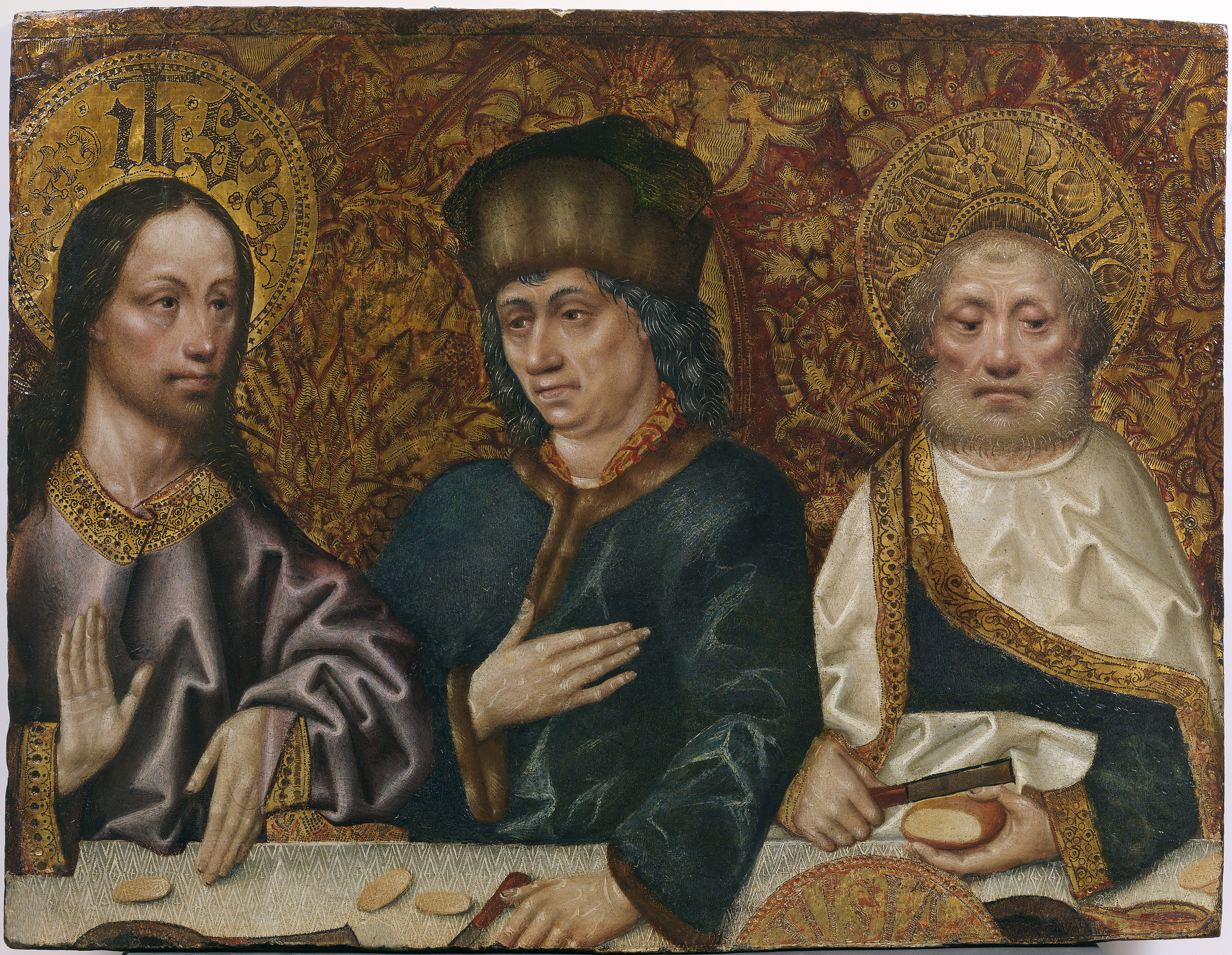
La cena en casa de Simón (fragmento), técnica mixta sobre tabla, 39 x 51 cm, Madrid, Museo del Prado.

Maestro de Robredo es la forma denominación convencional dada a  un pintor hispanoflamenco activo en Burgos en el último cuarto del siglo XV.
Recibe su nombre de un retablo dedicado a San Pedro procedente de Robredo de Zamanzas (Burgos) del que se conservan dos tablas en colección privada: Prendimiento de san Pedro y San Pedro entronizado entre san Pablo y san Andrés. A partir de ellas, Chandler R. Post le atribuyó algunas otras obras y entre ellas el fragmento de La cena en casa de Simón del Museo del Prado. Hacia 1470-1480 debió de colaborar con otro maestro burgalés de mayor proyección, el llamado Maestro de San Nicolás, de quien según Post sería sucesor. Indicios de esa colaboración se encontrarían en las tres tablas restantes de un retablo dedicado a San Juan Evangelista conservadas en el Museo de Bellas Artes de Bilbao.